# Joaquín Arjona y Laínez
Joaquín Arjona y Laínez (-Madrid, 14 de febrero de 1899) fue un bibliotecario de Alfonso XIII de España y dramaturgo.

## Biografía
Provenía de una familia de actores, hijo del actor Joaquín Arjona y Ferrer y de Manuela Laínez y del Pozo, fue nieto de la actriz Josefa Ferrer y sobrino del actor Enrique Ferrer. Tras completar sus estudios compaginó su trabajo de bibliotecario con la escritura de dramas teatrales.

## Servicio en la Real Biblioteca
Antes de servir en la Real Biblioteca, en el Palacio Real de Madrid, fue escribiente en la administración patrimonial de la Casa Real en la Casa de Campo, desde el 24 de abril de 1884 y desde el 13 de julio de 1885 fue escribiente de la Intendencia del Real Patrimonio, primero de clase 3ª, meses después de clase 2ª y de clase 1ª desde el 1 de enero de 1893. Lo fue por poco tiempo pues desde el 28 de marzo de 1893 es oficial segundo de la Real Biblioteca, bibliotecario segundo. Ocupaba la plaza dejada por el conde de Las Navas, Juan Gualberto López-Valdemoro y de Quesada al ascender a bibliotecario mayor, tras dejar el establecimiento Manuel Remón Zarco del Valle, anterior bibliotecario mayor.
Fue propuesto en el verano de 1894 por el conde de Las Navas para "ordenar y catalogar la Biblioteca de Francisco de Asís de Borbón, que se custodia en el Real Palacio de san Ildefonso", trabajo que debió cometer. Durante su tiempo como bibliotecario segundo compartió plantilla con José María Nogués, bibliotecario primero, que lo fue hasta 1918.
Desde principios de los años noventa tenía mala salud y fallece en Madrid el 14 de febrero de 1899.